# Valdiviana shannonina
Valdiviana shannonina är en tvåvingeart som beskrevs av Alexander 1929. Valdiviana shannonina ingår i släktet Valdiviana och familjen storharkrankar. Inga underarter finns listade i Catalogue of Life.